# Полоусний кряж
Полоусний кряж (якут. Полоуснай томтороот) — гірська гряда на північному сході Якутії, що тягнеться уздовж південної межі Яно-Індигірської низовини.
Полоусный кряж тягнеться від витоків річки Хроми до Індигірки. Довжина його становить 175 км, максимальна висота — 968 м. На сході, за долиною Індигірки, знаходиться його продовження — хребет Улахан-Сіс.
Полоусний кряж складається з низькогірних масивів із плоскими вершинами і пагорбогір'їв. Нижні частини схилів зайняті модриновим рідколіссям і лісотундрою, вище — гірська тундра.
У 2013 році біля підніжжя Полоусного кряжа в басейні річки Чондон, за 66 км на північний захід від селища Тумат знайдений чондонський мамонт, який помер у віці від 47—50 років.